# Proboloptera luteola
Proboloptera luteola är en fjärilsart som beskrevs av Turner 1904. Proboloptera luteola ingår i släktet Proboloptera och familjen mätare. Inga underarter finns listade i Catalogue of Life.